# Virgile Vandeput
Virgile Vandeput (* 6. září 1994 Anderlecht) je izraelský alpský lyžař.

## Kariéra
Vandeput se narodil v roce 1994 v izraelsko-belgické rodině, má tedy dvojí občanství.
Závodil od sezóny 2009/2010, jako dorostenec obsadil 1. místo ve slalomu a 2. místo v Super-G. Byl nejmladším účastníkem MS 2011.
Posléze se rozhodl reprezentovat pouze Izrael, zastupovat tento stát, v obřím slalomu a slalomu, měl i na ZOH 2014, před rozjížďkou se ale náhle zranil a účast pro něj tak skončila.